# Hyperolius minutissimus
Hyperolius minutissimus es una especie de anfibios de la familia Hyperoliidae.
Es endémica de Tanzania.
Su hábitat natural incluye praderas tropicales o subtropicales a gran altitud, pantanos y marismas intermitentes de agua dulce.
Está amenazada de extinción por la pérdida de su hábitat natural.